# Burst Angel
Burst Angel (爆裂天使, Bakuretsu Tenshi) is een Japanse animeserie die is geschreven door Fumihiko Shimo en geregisseerd door Koichi Ohata. De serie is geproduceerd door studio Gonzo en bestaat uit 24 afleveringen die zijn uitgezonden van april tot september 2004.

## Plot
De serie speelt zich af in de nabije toekomst. Na een sterke groei in criminele activiteit staat de overheid toe dat elke burger zich mag bewapenen. In de serie worden de verhalen van vier hoofdpersonen gevolgd; Jo, Meg, Sei en Amy. De jonge tienermeisjes blijken echter huurlingen te zijn voor een grotere organisatie, beter bekend als Bailan.
In de serie onderzoekt de groep een serie merkwaardige gebeurtenissen, zoals de zaak van gemuteerde monsters met oplichtende hersens die voor chaos in Tokio zorgen.

## Personages
| Personage        | Stemacteur       |
| ---------------- | ---------------- |
| Jo               | Akeno Watanabe   |
| Meg              | Megumi Toyoguchi |
| Sei              | Rie Tanaka       |
| Amy              | Mikako Takahashi |
| Kyohei Tachibana | Yuji Ueda        |
| Leo Jinno        | Takayuki Sugo    |
| Takane Katsu     | Risa Hayamizu    |
| Ishihara         | Katsuhisa Hoki   |
| Ricky Glenford   | Yukitoshi Hori   |
| Maria            | Kyoko Hikami     |